# Cruddasia
Cruddasia es un género de plantas con flores  perteneciente a la familia Fabaceae. Comprende 5 especies descritas y de estas, solo 2 aceptadas.

## Taxonomía
El género fue descrito por D.Prain in G.King & D.Prain y publicado en Journal of Botany, British and Foreign 66: 141. 1928.

## Especies aceptadas
A continuación se brinda un listado de las especies del género Cruddasia aceptadas hasta julio de 2014, ordenadas alfabéticamente. Para cada una se indica el nombre binomial seguido del autor, abreviado según las convenciones y usos.	
- Cruddasia craibii Niyomdham
- Cruddasia insignis Prain